# Maisúrské království
Maisúrské království (kannadsky ಮೈಸೂರು ಸಾಮ್ರಾಜ್ಯ) byl státní útvar v jižní Indii založený pravděpodobně roku 1399 v oblasti Maisúru v dnešní Karnátace. Pro krátké historické období vlády muslimských panovníků, kteří upřednostňovali islámské náboženství a zavedli muslimskou formu vládnutí jako sultánové, se užívá názvu Maisúrský sultanát.

## Historie
Království, kterému vládla dynastie Odejárů, bylo nejdříve vazalem Vidžajanagaru. S úpadkem Vidžajanagaru (okolo 1565) získalo Maisúrské království nezávislost. V 16. století nastala územní expanze Maisúrského království, jehož součástí se staly rozsáhlé oblasti dnešní jižní Karnátaky a části Tamilnádu.
Vrcholu království dosáhlo v 18. století. V době britské koloniální nadvlády se Maisúrské království stalo jedním z knížecích států, zánik království nastal v roce 1947 se vznikem Indické republiky.

## Symbolika

vlajka království (sultanátu)
1399–1974, vlajka království, potažmo Maisúrského státu
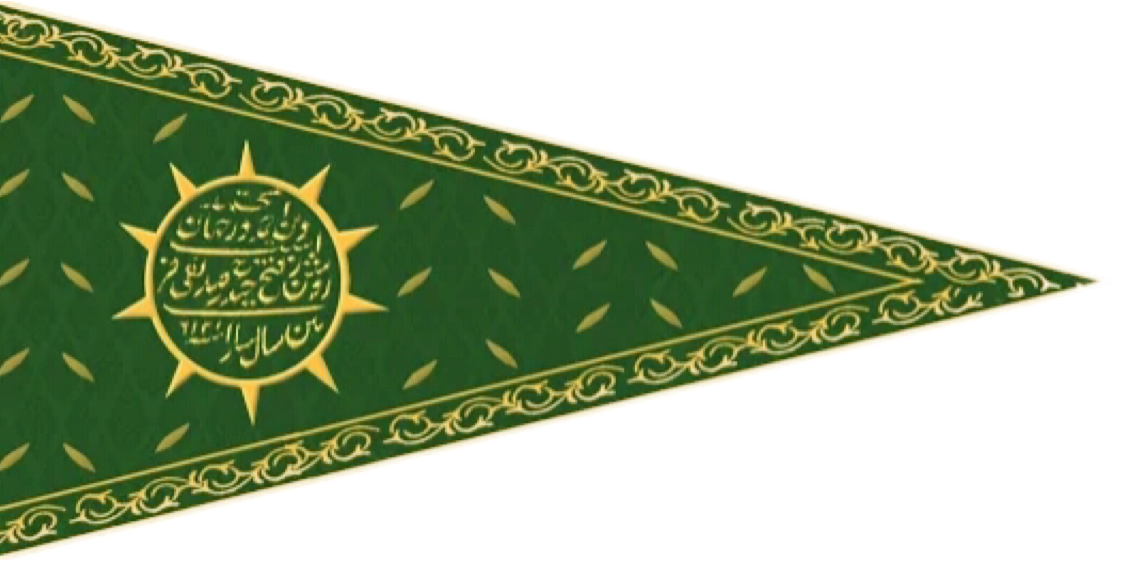
vlajka muslimských sultánů z období 18. století